# راسوت (آستراخان)
راسوت (به لاتین: Rassvet) یک منطقهٔ مسکونی در روسیه است که در استان آستراخان واقع شده‌است.